# Saint-Martin-de-Clelles
Pour les articles homonymes, voir Saint-Martin.
Saint-Martin-de-Clelles est une commune française située dans le département de l'Isère en région Auvergne-Rhône-Alpes.

## Géographie

### Situation et description

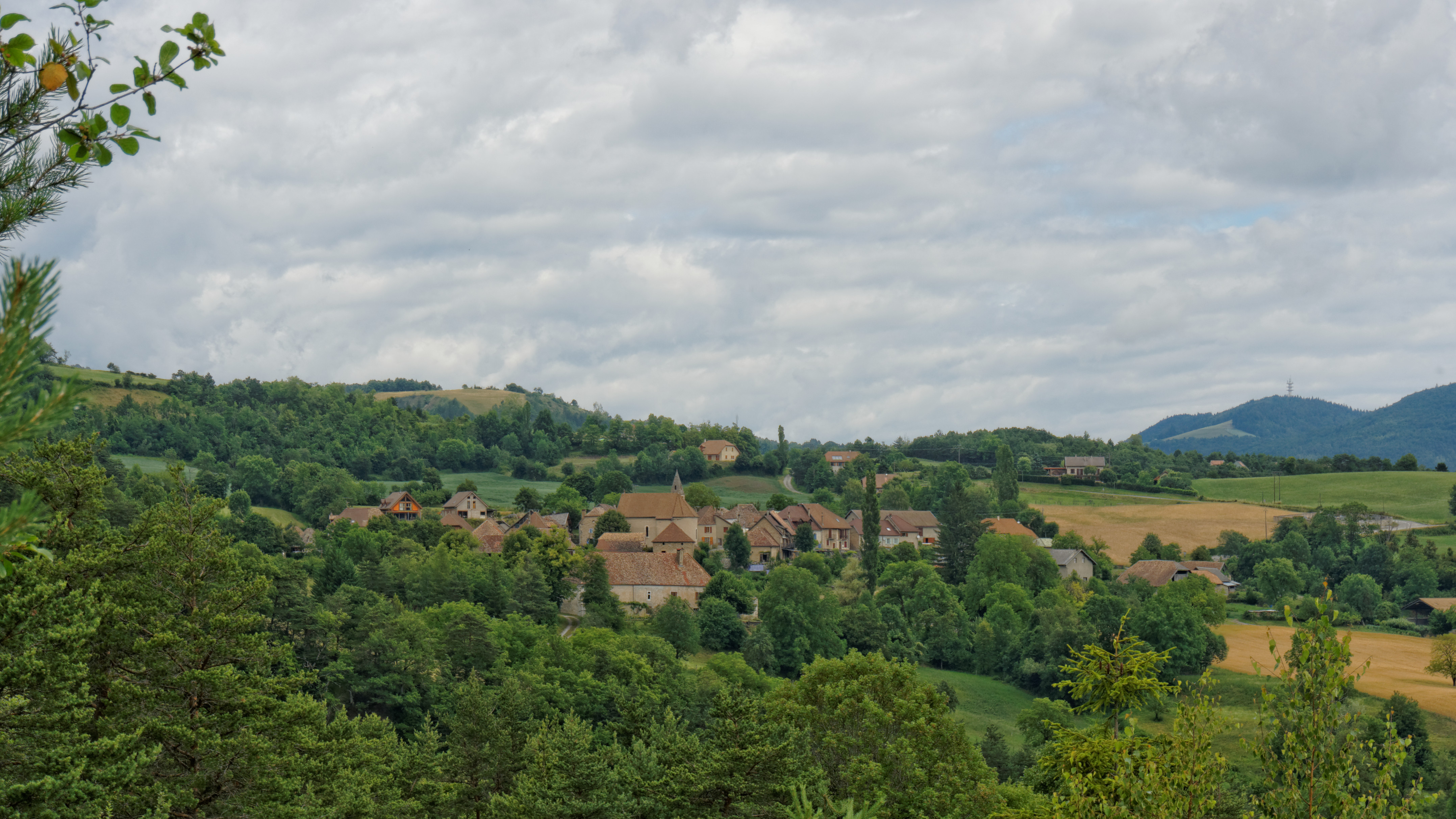
Saint-Martin-de-Clelles vu depuis le chemin du pont de Chardon.

Rattaché à la communauté de communes du Trièves, la commune de Saint-Martin-de-Clelles fait partie du parc naturel régional du Vercors.

### Géologie
Sites géologiques remarquables
La « butte témoin du Mont Aiguille » est un site géologique remarquable de 25,68 hectares sur les communes de Saint-Martin-de-Clelles, Saint-Michel-les-Portes et Chichilianne (Le Mont-Aiguille). En 2014, ce site d'intérêt géomorphologique est classé « deux étoiles » à l'« Inventaire du patrimoine géologique ».

### Communes limitrophes
La commune de Saint Martin de Clelles est adjacente à Saint-Michel-les-Portes et Roissard au nord, Chichilianne et Clelles au sud ainsi qu'à Lavars à l'est.

### Climat
Pour des articles plus généraux, voir Climat d'Auvergne-Rhône-Alpes et Climat de l'Isère.
En 2010, le climat de la commune est de type climat des marges montargnardes, selon une étude du Centre national de la recherche scientifique s'appuyant sur une série de données couvrant la période 1971-2000. En 2020, Météo-France publie une typologie des climats de la France métropolitaine dans laquelle la commune est exposée à un climat de montagne ou de marges de montagne et est dans la région climatique  Alpes du sud, caractérisée par une pluviométrie annuelle de 850 à 1 000 mm, minimale en été. 
Pour la période 1971-2000, la température annuelle moyenne est de 9,9 °C, avec une amplitude thermique annuelle de 17,7 °C. Le cumul annuel moyen de précipitations est de 1 000 mm, avec 9,1 jours de précipitations en janvier et 5,8 jours en juillet. Pour la période 1991-2020, la température moyenne annuelle observée sur la station météorologique de Météo-France la plus proche, « Chichilianne », sur la commune de Chichilianne à 5 km à vol d'oiseau, est de 9,0 °C et le cumul annuel moyen de précipitations est de 1 252,5 mm,. Pour l'avenir, les paramètres climatiques de la commune estimés pour 2050 selon différents scénarios d'émission de gaz à effet de serre sont consultables sur un site dédié publié par Météo-France en novembre 2022.

### Hydrographie
L'Ébron, un affluent du Drac, longe la partie orientale du territoire communal.

### Voies de communication
Saint-Martin-de-Clelles est accessible depuis Grenoble et Sisteron par l'ancienne route nationale 75 devenue route départementale 1075, à la suite d'un déclassement.

## Urbanisme

### Typologie
Au 1er janvier 2024, Saint-Martin-de-Clelles est catégorisée commune rurale à habitat dispersé, selon la nouvelle grille communale de densité à sept niveaux définie par l'Insee en 2022.
Elle est située hors unité urbaine. Par ailleurs la commune fait partie de l'aire d'attraction de Grenoble, dont elle est une commune de la couronne,. Cette aire, qui regroupe 204 communes, est catégorisée dans les aires de 700 000 habitants ou plus (hors Paris),.

### Occupation des sols
L'occupation des sols de la commune, telle qu'elle ressort de la base de données européenne d’occupation biophysique des sols Corine Land Cover (CLC), est marquée par l'importance des forêts et milieux semi-naturels (71,4 % en 2018), une proportion sensiblement équivalente à celle de 1990 (71,3 %). La répartition détaillée en 2018 est la suivante : 
forêts (65,9 %), prairies (12,9 %), terres arables (9,1 %), zones agricoles hétérogènes (6,1 %), espaces ouverts, sans ou avec peu de végétation (3,8 %), milieux à végétation arbustive et/ou herbacée (1,6 %), eaux continentales (0,5 %). L'évolution de l’occupation des sols de la commune et de ses infrastructures peut être observée sur les différentes représentations cartographiques du territoire : la carte de Cassini (XVIIIe siècle), la carte d'état-major (1820-1866) et les cartes ou photos aériennes de l'IGN pour la période actuelle (1950 à aujourd'hui).

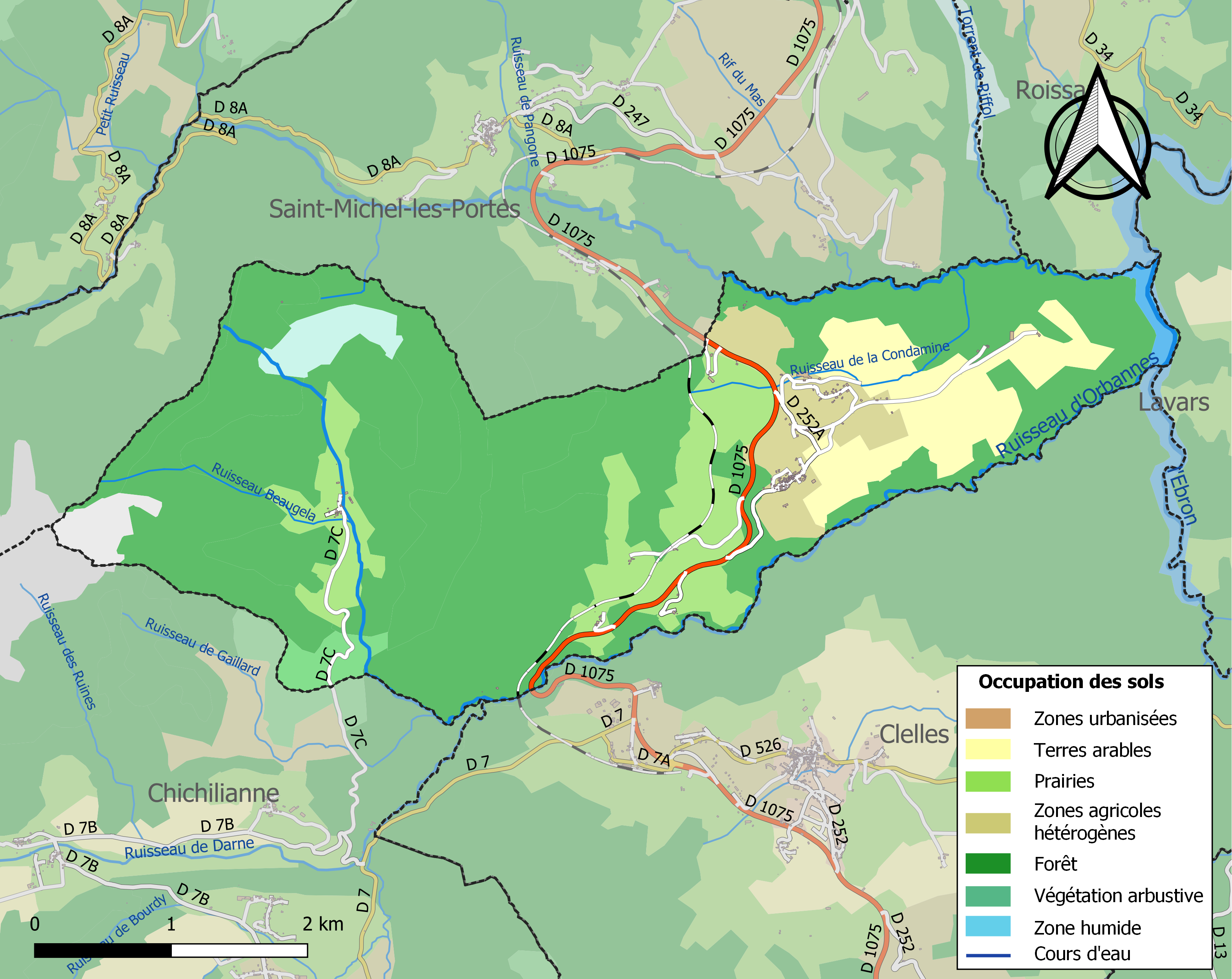
Carte des infrastructures et de l'occupation des sols de la commune en 2018 (CLC).

### Lieux-dits et écarts
La commune de Saint Martin de Clelles est composé de plusieurs lieux-dits. Le plus connu d'entre eux est celui de Trésanne sur l'autre versant du Goutarou. On en compte ainsi quinze : Trésanne, Darne, Chalabaud, Chauplanon, les Beylioux, la Prat, les Vignasses, les Scées, Pamperdu, les Moutonnes, Rabier, Chabannerie, les Vorsys, la Babe, la Condamine et les Riperts

### Risques naturels et technologiques

#### Risques sismiques
L'ensemble du territoire de la commune de Saint-Martin-de-Clelles est situé en zone de sismicité n°3, comme la plupart des communes de son secteur géographique. Elle se situe cependant au sud de la limite d'une zone sismique classifiée de « moyenne ».
| Type de zone | Niveau            | Définitions (bâtiment à risque normal) |
| ------------ | ----------------- | -------------------------------------- |
| Zone 3       | Sismicité modérée | accélération = 1,1 m/s2                |

## Politique et administration

### Liste des maires
| Période                                  | Période  | Identité          | Étiquette | Qualité  |
| ---------------------------------------- | -------- | ----------------- | --------- | -------- |
| 1971                                     | 2001     | Jacques Bagnérés  |           |          |
| 2001                                     | 2008     | Josiane Auger     |           |          |
| 2008                                     | 2014     | Christian Brunoud |           |          |
| 2014                                     | 2020     | Robert Cartier    | PG        | Retraité |
| 2020                                     | En cours | Christine Cholat  |           |          |
| Les données manquantes sont à compléter. |          |                   |           |          |

## Population et société

### Démographie
L'évolution du nombre d'habitants est connue à travers les recensements de la population effectués dans la commune depuis 1793. Pour les communes de moins de 10 000 habitants, une enquête de recensement portant sur toute la population est réalisée tous les cinq ans, les populations de référence des années intermédiaires étant quant à elles estimées par interpolation ou extrapolation. Pour la commune, le premier recensement exhaustif entrant dans le cadre du nouveau dispositif a été réalisé en 2008.

En 2022, la commune comptait 184 habitants, en évolution de +0,55 % par rapport à 2016 (Isère : +3,07 %, France hors Mayotte : +2,11 %).
| 1793 | 1800 | 1806 | 1821 | 1831 | 1836 | 1841 | 1846 | 1851 |
| ---- | ---- | ---- | ---- | ---- | ---- | ---- | ---- | ---- |
| 249  | 238  | 280  | 230  | 250  | 254  | 313  | 361  | 300  |

| 1856 | 1861 | 1866 | 1872 | 1876 | 1881 | 1886 | 1891 | 1896 |
| ---- | ---- | ---- | ---- | ---- | ---- | ---- | ---- | ---- |
| 310  | 304  | 310  | 278  | 393  | 269  | 267  | 242  | 201  |

| 1901 | 1906 | 1911 | 1921 | 1926 | 1931 | 1936 | 1946 | 1954 |
| ---- | ---- | ---- | ---- | ---- | ---- | ---- | ---- | ---- |
| 180  | 176  | 152  | 108  | 111  | 96   | 102  | 93   | 106  |

| 1962 | 1968 | 1975 | 1982 | 1990 | 1999 | 2006 | 2008 | 2013 |
| ---- | ---- | ---- | ---- | ---- | ---- | ---- | ---- | ---- |
| 82   | 60   | 70   | 103  | 122  | 118  | 146  | 154  | 182  |

| 2018 | 2022 | - | - | - | - | - | - | - |
| ---- | ---- | - | - | - | - | - | - | - |
| 189  | 184  | - | - | - | - | - | - | - |

### Enseignement
La commune de Saint-Martin-de-Clelles est rattachée à l'académie de Grenoble.

### Médias
Le quotidien régional le Dauphiné libéré présente, dans son édition locale Grenoble-Vercors, un ou plusieurs articles à l'actualité de la communauté de communes, du canton, ainsi que des informations sur les éventuelles manifestations locales, les travaux routiers, et autres événements divers à caractère local au niveau de la commune.

### Cultes
L'église (propriété de la commune) et la communauté catholique de Saint-Martin-de-Clelles dépendent de la paroisse Notre-Dame d'Esparron (Relais du Mont-Aiguille), elle-même rattachée au diocèse de Grenoble-Vienne.

## Culture et patrimoine

### Patrimoine religieux
- Église Saint Martin

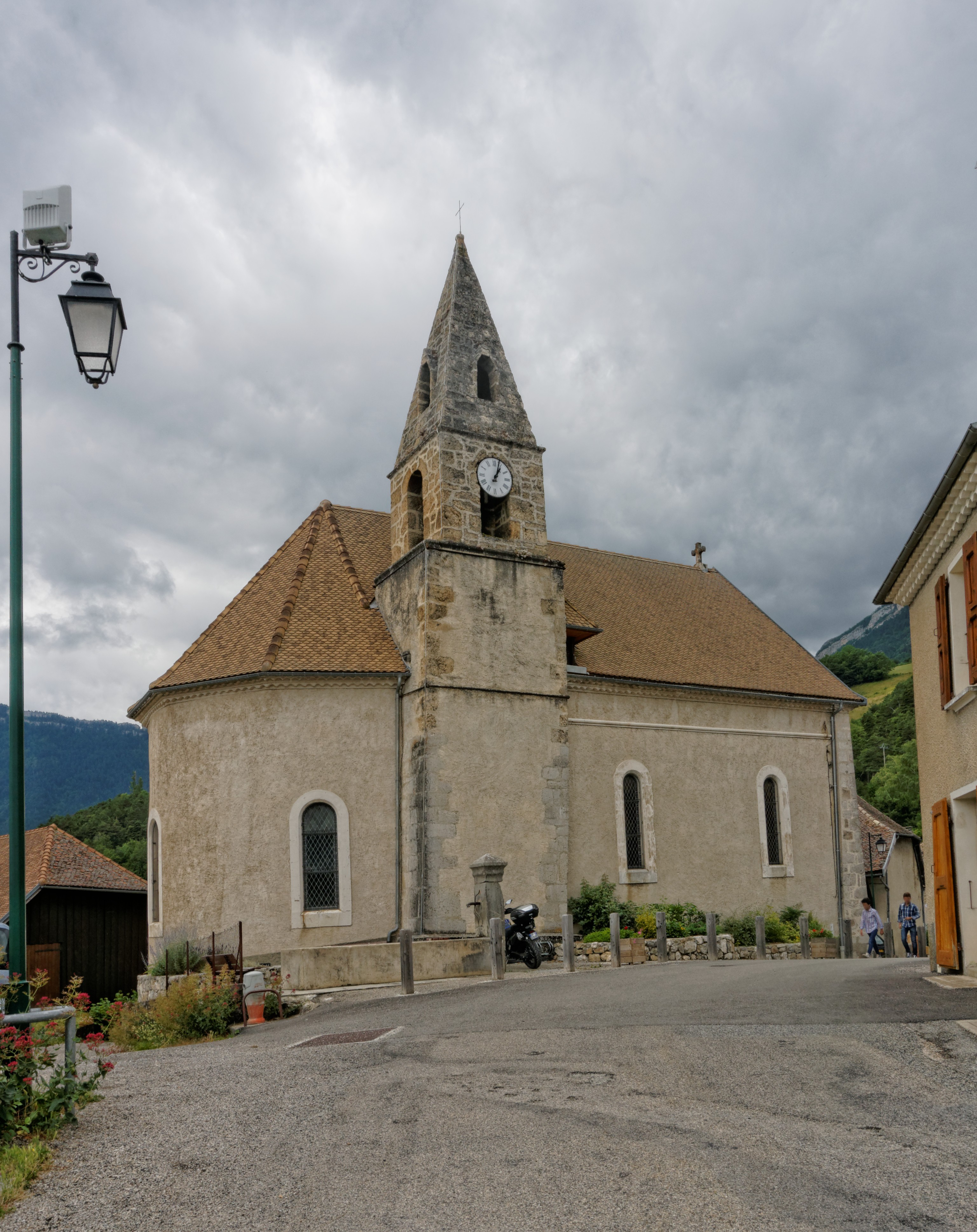
Église Saint-Martin

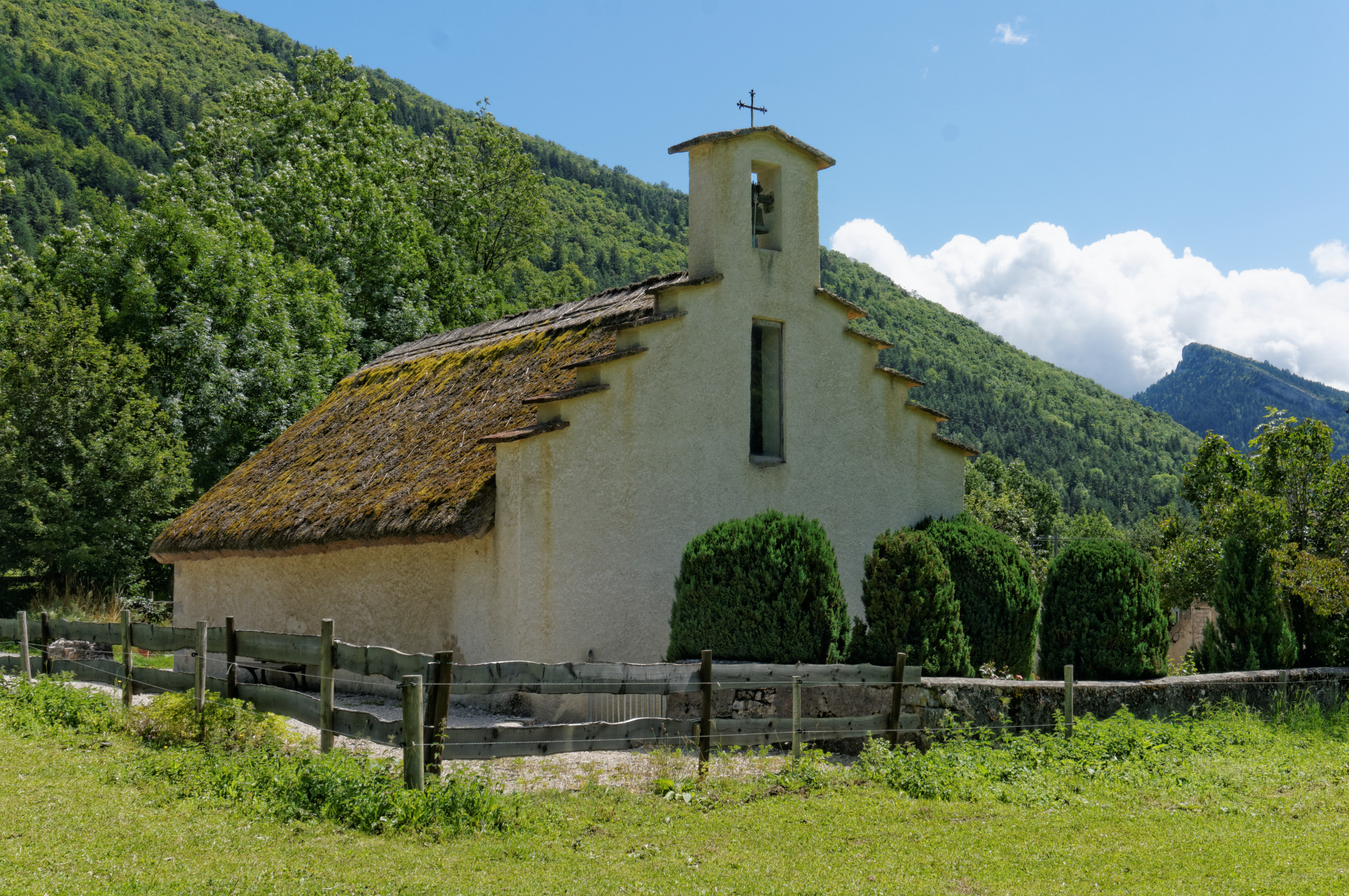
Chapelle de Trézanne

- Chapelle de Trézanne, avec un toit de chaume se dresse face au Mont Aiguille.

### Personnalités liées à la commune
Eloi Ville est une personnalité éminentes de la commune. Né en 1896 à Saint Martin de Clelles il est par la suite devenu un des pionniers de l'Aéropostale, volant avec notamment Jean Mermoz. La salle des fêtes du village porte le nom d'Eloi Ville.

### Héraldique
|  | Saint-Martin-de-Clelles possède des armoiries dont l'origine et le blasonnement exact ne sont pas disponibles. |